# Bắt đầu và bắt đầu lại (bóng đá)

## Mở đầu trận đấu
Đội bạn sẽ được quyền đá quả giao bóng bắt đầu trận đấu khi trọng tài sẽ tung đồng tiền để xác định đội thắng có quyền chọn cầu môn nào mà đội mình sẽ tấn công trong hiệp một của trận đấu-Đội được quyền chọn sân sẽ được đá quả giao bóng để bắt đầu hiệp 2-Bắt đầu lại trận đấu thì 2 đội đổi sân và như vậy hướng tấn công của từng đội sẽ ngược lại với hiệp một.

### Quả giao bóng[1]
Quả giao bóng là một hình thức bắt đầu trận đấu hoặc bắt đầu lại trận đấu:
- Bắt đầu trận đấu.
- Sau mỗi bàn thắng hợp lệ.
- Bắt đầu lại trận đấu (Bắt đầu hiệp 2 của trận đấu).
- Bắt đầu mỗi hiệp phụ (nếu có).
- Bàn thắng có thể được ghi trực tiếp từ quả giao bóng, chỉ khi vào lưới của đối phương. Nếu vào lưới nhà thì đối phương được hưởng quả phạt góc

### Thủ tục
- Trọng tài tung đồng xu và đội thắng có quyền chọn cầu môn[2] nào mà đội mình sẽ tấn công trong hiệp một của trận đấu.
- Đội đối phương sẽ được quyền đá quả giao bóng[1] bắt đầu trận đấu.
- Đội được quyền chọn sân sẽ được đá quả giao bóng[1] để bắt đầu lại trận đấu.
- Hiệp 2 của trận đấu, 2 đội đổi sân và như vậy, hướng tấn công của từng đội sẽ ngược lại với hiệp 1.

Giao bóng
- Sau mỗi bàn thắng hợp lệ (kể cả bàn phản lưới nhà), đội vừa bị ghi bàn hoặc đội thực hiện bàn phản lưới nhà thực hiện quả giao bóng.[1]
- Tất cả cầu thủ của 2 đội bóng đều phải đứng trên phần sân của đội mình.
- Đội không được quyền giao bóng (đội ghi bàn) phải đứng cách xa bóng ít nhất là 9,15m cho đến khi bóng được đá vào cuộc.

- Bóng phải được đặt tại điểm giữa sân.
- Trọng tài thổi còi ra hiệu.
- Bóng vào cuộc ngay sau khi được đá đi, về phía trước.
- Cầu thủ đá quả giao bóng không được tiếp tục chạm bóng lần thứ 2 nếu bóng chưa được chạm hoặc đá bởi một cầu thủ khác.

### Vi phạm và xử phạt
Nếu cầu thủ giao bóng chạm lại bóng trước khi bóng chạm vào một cầu thủ khác, đội đối phương được hưởng quả phạt gián tiếp tại nơi phạm lỗi đối với bất kỳ vi phạm nào khác về quá trình tiến hành quả giao bóng, quả giao bóng được thực hiện lại.

## Quả thả bóng
Quả thả bóng là hình thức để tiếp tục lại trận đấu sau khi trọng tài tạm dừng trận đấu vì những lý do nào không được đề cập đến trong Luật thi đấu.

### Quy trình tiến hành quả thả bóng
- Quả thả bóng sẽ được trọng tài thực hiện tại nơi bóng dừng. Trừ trường hợp bóng dừng trong khu cầu môn, trọng tài sẽ thực hiện quả thả bóng tại điểm gần nhất nơi bóng dừng trên đường giới hạn khu cầu môn song song với đường biên ngang.
- Bóng vào cuộc ngay sau khi chạm đất.

### Vi phạm và xử phạt
Quả thả bóng phải thực hiện lại, nếu:
- Có cầu thủ chạm bóng trước khi bóng chạm đất.
- Sau khi thả, bóng đã vượt qua ngoài đường giới hạn sân, khi chưa chạm bất cứ một cầu thủ nào.

### Nếu bóng vào cầu môn[2]
- Nếu một quả thả bóng được một cầu thủ đá trực tiếp vào khung thành của đội đối phương, đội đối phương sẽ được quyền đá phát bóng.
- Nếu một quả thả bóng được một cầu thủ đá trực tiếp vào chính khung thành của đội mình, đối phương sẽ được hưởng quả phạt góc.[3]